# Skruvmossor
Skruvmossor (Syntrichia) är ett släkte av bladmossor. Skruvmossor ingår i familjen Pottiaceae.

## Bildgalleri

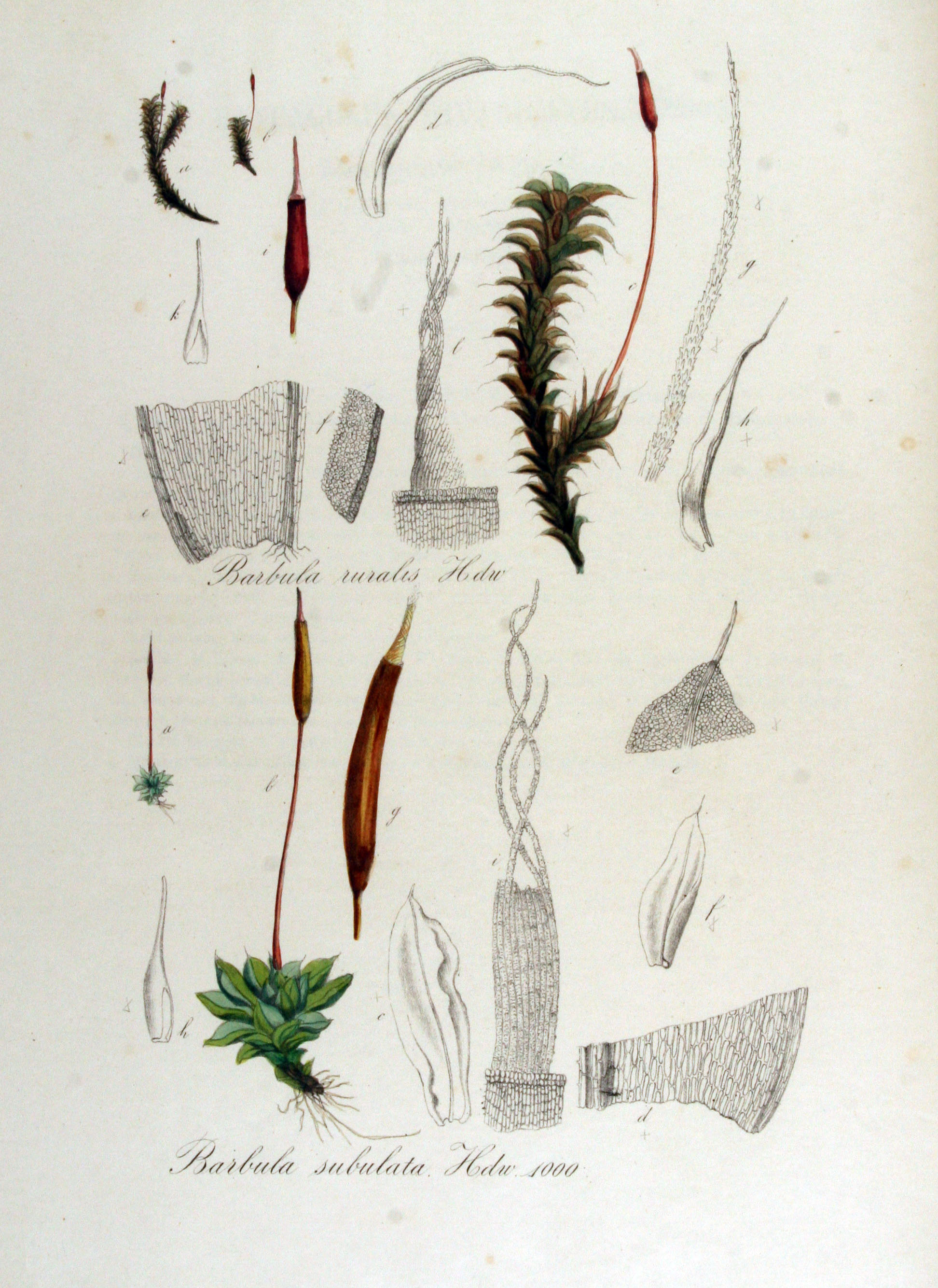
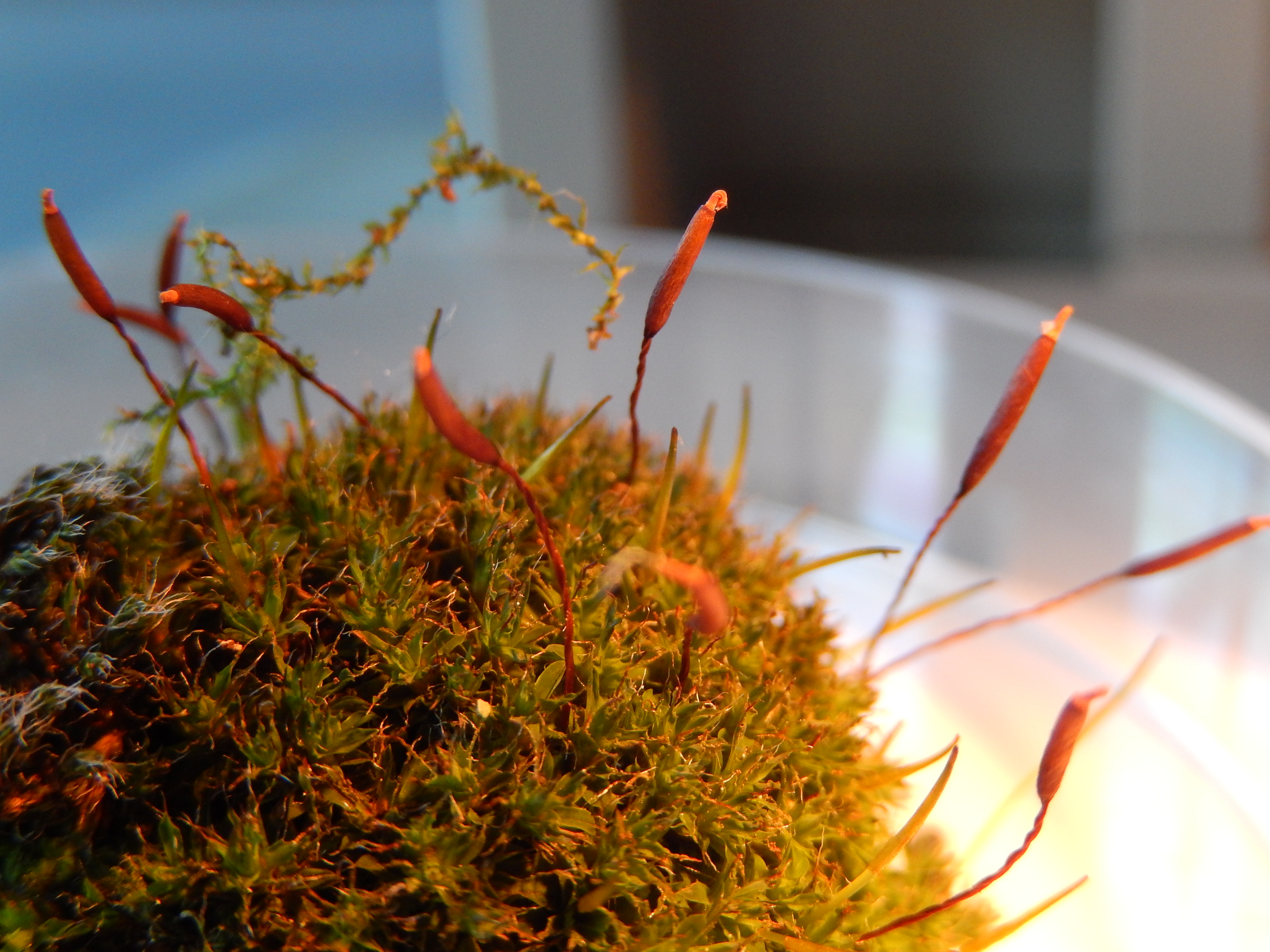
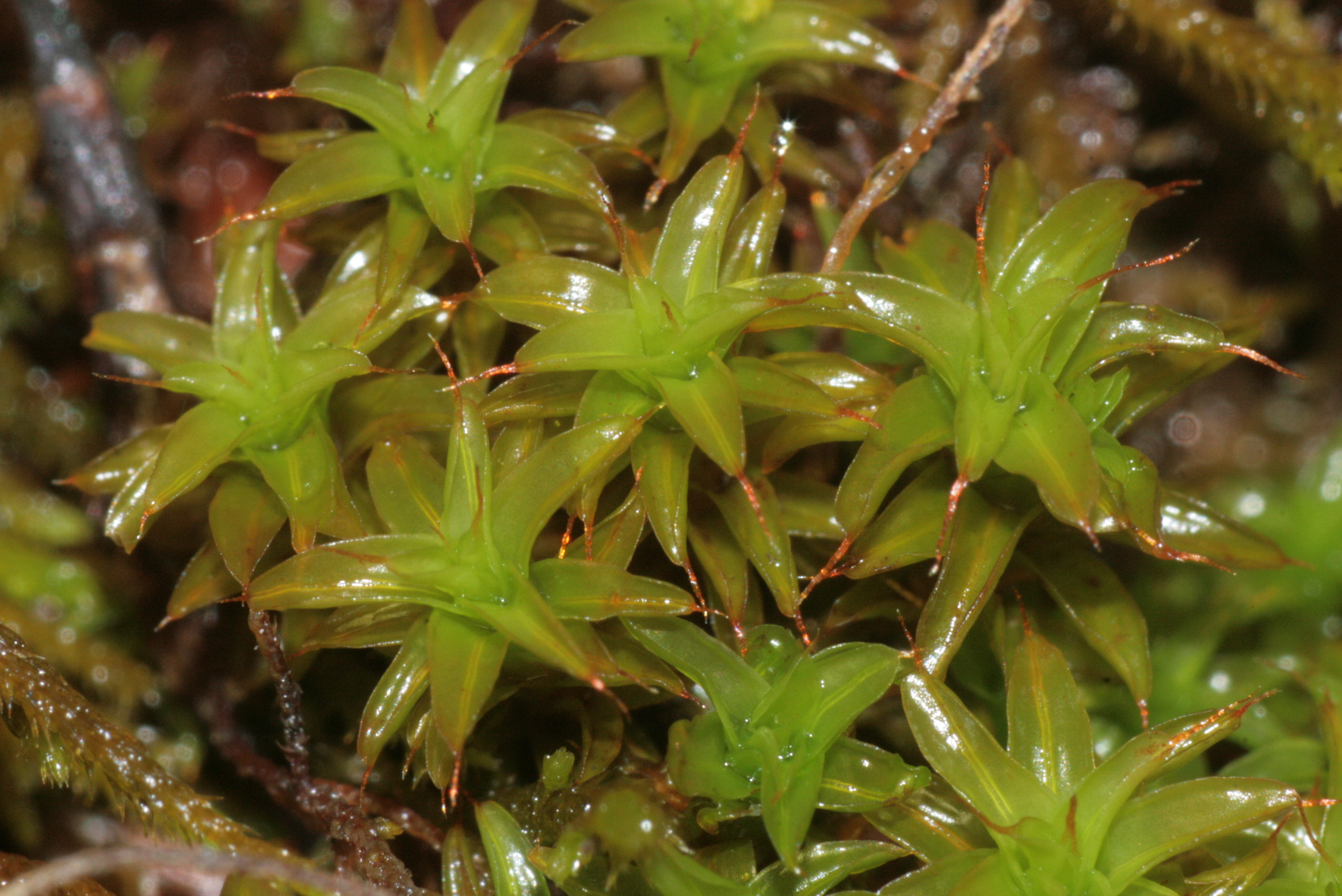
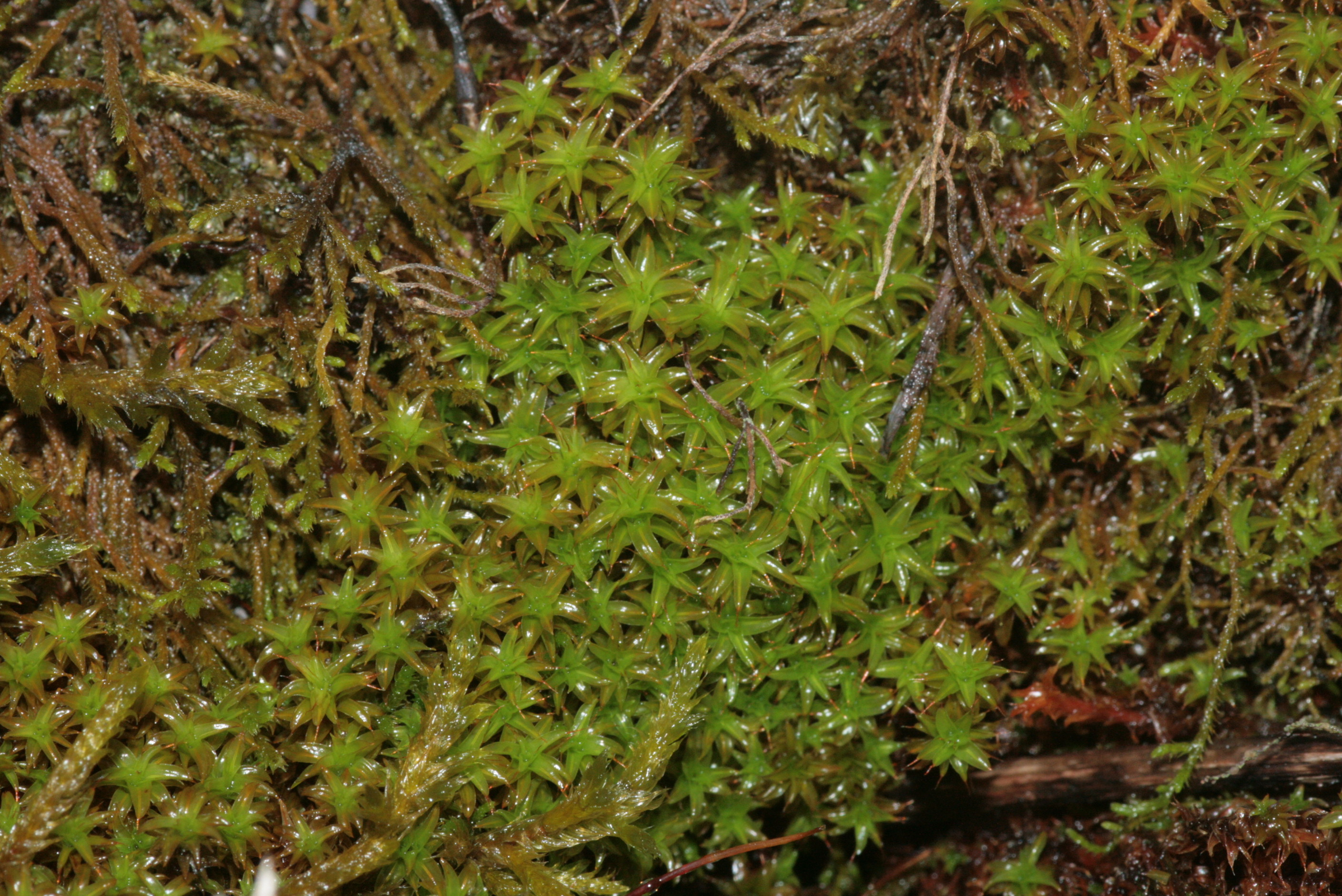
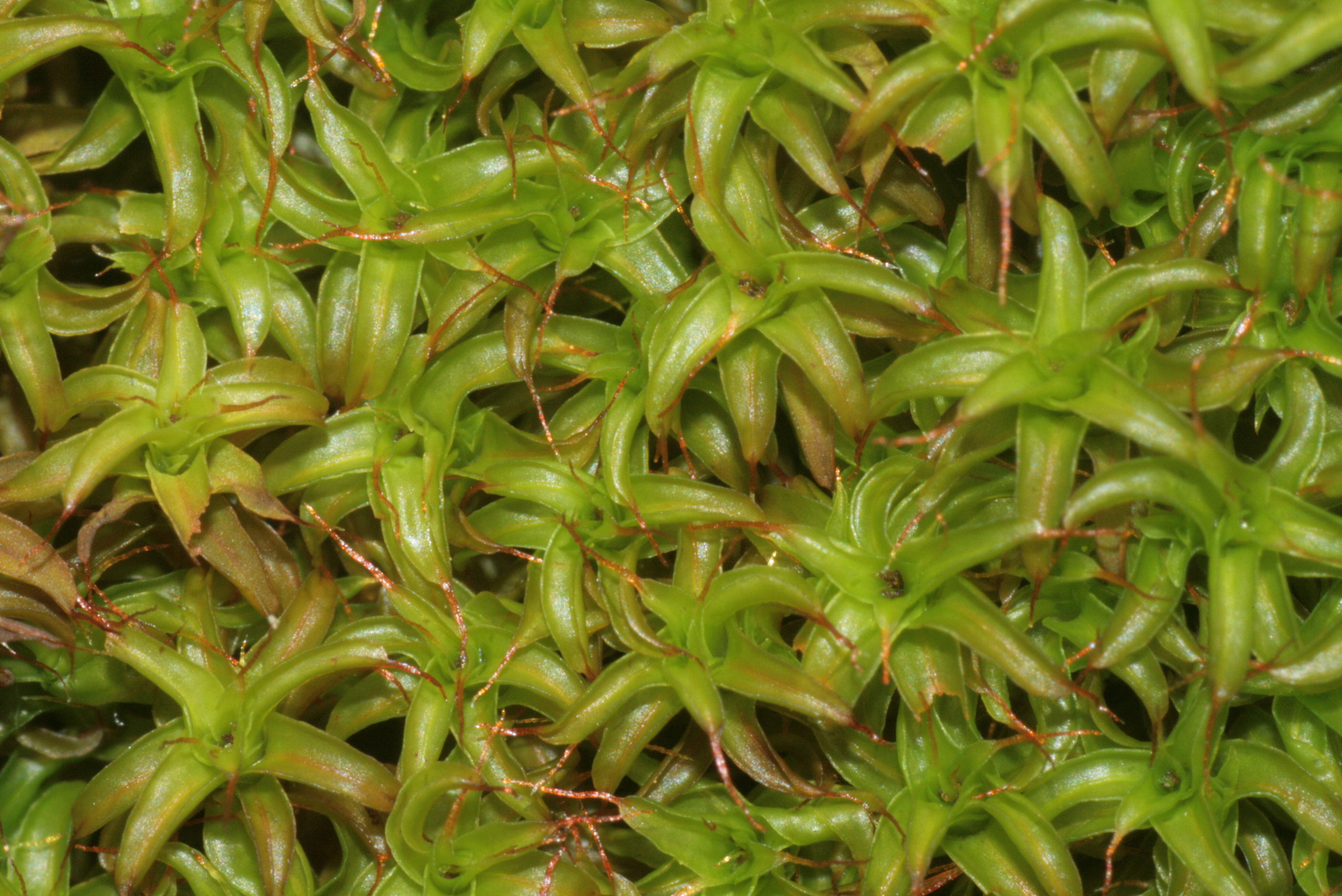
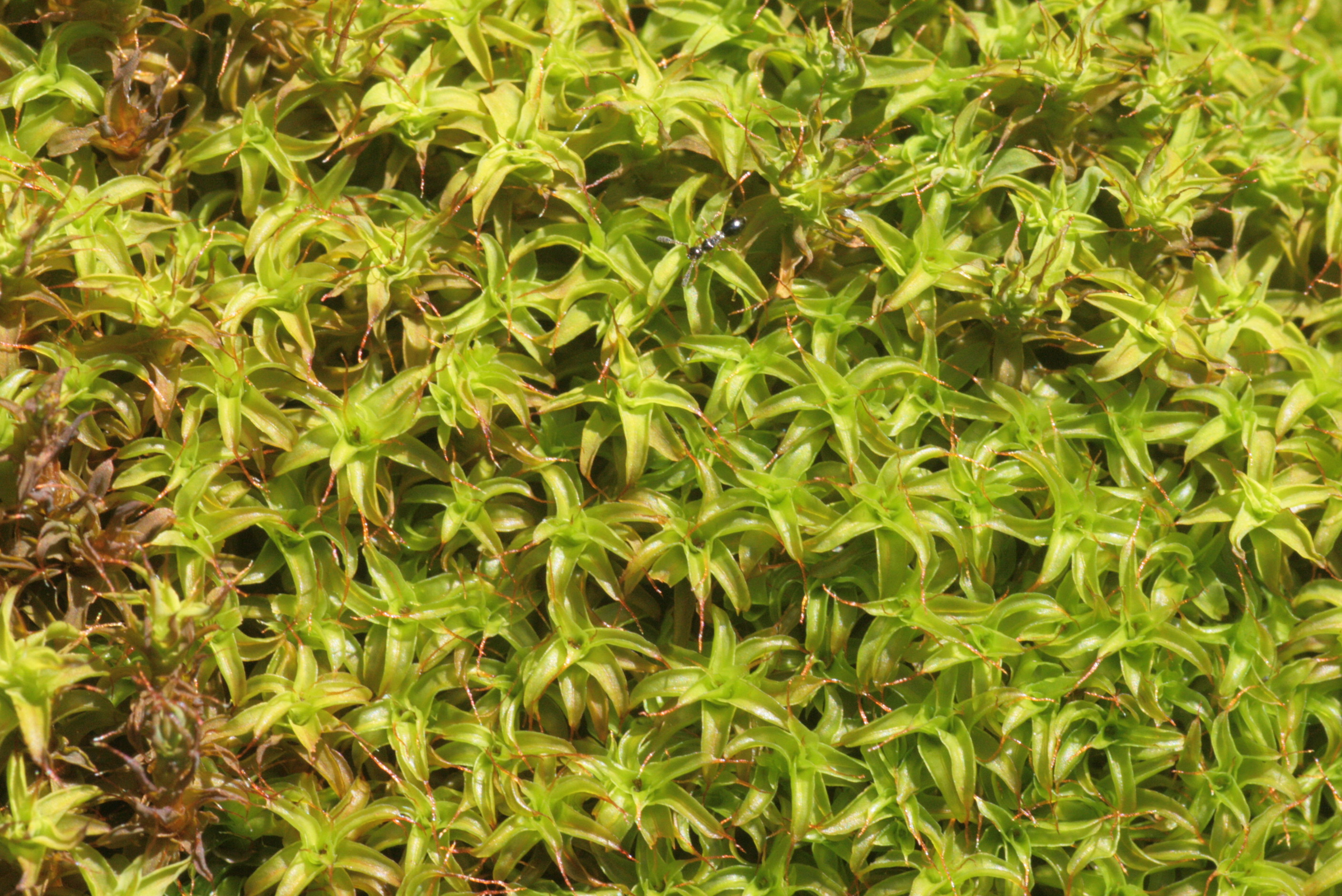

## Dottertaxa till Skruvmossor, i alfabetisk ordning[1][2]
- Syntrichia aculeata
- Syntrichia alpestris
- Syntrichia ammonsiana
- Syntrichia amphidiacea
- Syntrichia amplexa
- Syntrichia anderssonii
- Syntrichia andicola
- Syntrichia antarctica
- Syntrichia austro-africana
- Syntrichia baileyi
- Syntrichia bartramii
- Syntrichia bipedicellata
- Syntrichia bogotensis
- Syntrichia bolanderi
- Syntrichia brachyclada
- Syntrichia brandisii
- Syntrichia brevisetacea
- Syntrichia cainii
- Syntrichia calcicola
- Syntrichia campestris
- Syntrichia caninervis
- Syntrichia cavallii
- Syntrichia chisosa
- Syntrichia ciliata
- Syntrichia costesii
- Syntrichia epilosa
- Syntrichia filaris
- Syntrichia flagellaris
- Syntrichia fontana
- Syntrichia fragilis
- Syntrichia geheebiaeopsis
- Syntrichia gemmascens
- Syntrichia glabra
- Syntrichia glacialis
- Syntrichia gromschii
- Syntrichia handelii
- Syntrichia inermis
- Syntrichia intermedia
- Syntrichia jaffuelii
- Syntrichia lacerifolia
- Syntrichia laevipila
- Syntrichia latifolia
- Syntrichia leucostega
- Syntrichia limensis
- Syntrichia linguifolia
- Syntrichia magellanica
- Syntrichia magilliana
- Syntrichia minor
- Syntrichia mollis
- Syntrichia montana
- Syntrichia norvegica
- Syntrichia obtusissima
- Syntrichia pagorum
- Syntrichia papillosa
- Syntrichia papillosissima
- Syntrichia percarnosa
- Syntrichia phaea
- Syntrichia princeps
- Syntrichia prostrata
- Syntrichia pseudohandelii
- Syntrichia pseudorobusta
- Syntrichia pygmaea
- Syntrichia ramosissima
- Syntrichia reflexa
- Syntrichia rigescens
- Syntrichia robusta
- Syntrichia rubella
- Syntrichia rubra
- Syntrichia ruraliformis
- Syntrichia ruralis
- Syntrichia saxicola
- Syntrichia scabrella
- Syntrichia scabrinervis
- Syntrichia schnyderi
- Syntrichia serrata
- Syntrichia serripungens
- Syntrichia sinensis
- Syntrichia socialis
- Syntrichia subaristata
- Syntrichia submontana
- Syntrichia subpapillosa
- Syntrichia subpapillosissima
- Syntrichia virescens
- Syntrichia viridula